# Ruggero Pasquarelli
Ruggero Pasquarelli, italijanski filmski in televizijski igralec ter pevec, * 10. september 1993, Pescara, Italija.

## Življenjepis
Javnost je nase prvič opozoril leta 2010, ko se je udeležil glasbenega šova X Factor Italija, na katerem je zasedel šesto mesto.

## Filmografija
| Leto      | Naslov         | Vlogo          | Opombe         |
| --------- | -------------- | -------------- | -------------- |
| 2010      | X Factor       | /              | Tekmovalec     |
| 2011      | Socialni Kralj | /              | Tekmovalec     |
| 2011-12   | V Tour         | Tom            | Glavni igralec |
| 2012-15   | Violetta       | Federico       |                |
| 2015-2018 | Jaz sem Luna   | Matteo Balsano | Glavni igralec |
| 2016      | Un, Dos, Chef  | Sam            |                |